# Gaita de Huelva
La flauta de tres agujeros, tan extendida en la península ibérica y en la cultura europea occidental, ha ido adquiriendo en la provincia de Huelva sus propios rasgos, sus singulares características que la hacen diferente de otras flautas y gaitas localizadas en otras comarcas y regiones. Por ello bien podríamos denominarla gaita de Huelva, sobre todo para diferenciarla de estas otras con parecidas denominaciones pero diferentes en afinación, dimensiones, repertorio, modo de ejecución y contexto de interpretación.

## Denominación
En la provincia de Huelva la flauta de tres agujeros localizada en esta zona de Andalucía recibe indiferentemente las denominaciones de flauta y gaita. 
Cuando su uso se relaciona con la romería de El Rocío, se la suele denominar flauta rociera o gaita rociera. Por otro lado, a aquellas de estas gaitas o flautas en las que era posible conseguir sonidos más agudos que en principio no eran los habituales, se las ha llamado pito o pito rociero. Sin embargo, gracias al actual modo de construcción de estos instrumentos, el registro se ha ampliado en prácticamente todas estas flautas y gaitas de Huelva, facilitando el acceso a esos sonidos agudos a los que antes no se llegaba y que parecían exclusivos de esas gaitas denominadas «pitos».
Al músico de flauta o gaita en Huelva, como en otras zonas y en otras épocas, se le denomina tamborilero y, en ocasiones, tamboril. Con este término se alude, por tanto, también al músico y no solo al instrumento, el tambor o tamboril en el que el tamborilero percute el ritmo que acompaña a la melodía que interpreta con la flauta. 

## Características
La gaita de Huelva es una flauta vertical, de un solo cuerpo, de tubo cónico invertido tanto en su aspecto exterior como en su tubo interior, con una embocadura en forma de pico, abierta por una pequeña hendidura en la que se introduce el soplo de aire que choca contra el bisel, habitualmente metálico. Tubo cónico invertido quiere decir que la flauta es más estrecha en su extremo inferior, se va estrechando desde la embocadura hasta la zona inferior, donde se colocan los dedos; no obstante, las flautas o gaitas más antiguas exteriormente tenían un aspecto más cilíndrico que cónico.
El músico consigue con las habituales combinaciones de los tres agujeros abiertos o tapados con los dedos, una escala diatónica pero de sonidos no todos temperados. Los tamborileros de hoy comienzan a utilizar otros recursos con los que conseguir cromatismos gracias a nuevos usos y técnicas más depuradas, a la vez que los constructores de gaitas, siguiendo los sonidos y gustos actuales, construyen gaitas que requieren menos esfuerzo en el soplo, más afinadas y cercanas al sistema temperado.
En el capítulo sobre «Danza y tamboril» del libro Danzas de la provincia de Huelva (Agudo et al., 2010, p.27) se dice sobre este instrumento y su afinación que «nos encontramos en la provincia de Huelva con gaitas cuya afinación es difícil de precisar en el sistema temperado, estando unas en si, otras en si bemol y otras entre ambos sonidos».
En una de estas gaitas afinadas en si, los cuatro primeros sonidos obtenidos serían si, do sostenido, re y mi, guardando entre ellos una relación de tono, semitono, tono, lo que venimos señalando con TST, rasgo este que comparte con otras flautas de tres agujeros como la chifla leonesa, el txistu y la txirula, a la vez que la diferencian del patrón STT de las gaitas salmantinas, extremeñas y zamoranas, y del TTT del galoubet provenzal francés.

## Contexto de interpretación
Escribía García Matos sobre la gaita extremeña en la Alta Extremadura que «hubo en tiempo en que no existió en la comarca un pueblo o aldea por pequeño que fuesen que dejaran de tener su tamborilero propio».
Lo mismo ocurrió en la provincia de Huelva, en todas sus comarcas, desde la Sierra al Condado y la costa, pasando por el Andévalo y la Cuenca Minera. Durante el siglo XX son muchísimos los testimonios escritos que dejaron constancia de ello. Como puede verse en la prensa escrita de la época, en cualquiera de las localidades de la provincia, incluida la propia ciudad de Huelva, fiestas y celebraciones como Cruces de Mayo, romerías, danzas, fiestas patronales, romeritos, etc., contaron con la presencia de la gaita y el tamboril, de la flauta y el tambor.
En la península ibérica pueden observarse varias grandes zonas en las que aún pervive esta familia de flautas o gaitas, que han sido señaladas en el libro La gaita y el tamboril (Jambrina Leal y Cid Cebrián, 1989, pp.15-17) de este modo:
- Foco occidental hispano-luso: «Antiguo Reino de León, comprendiendo zonas de Asturias, León, Zamora, Salamanca, Tras-Os-Montes, continuando por tierras extremeñas en el norte de Cáceres, mitad sur de Badajoz y, ya en la Andalucía occidental, en las tierras de Huelva y el Alentejo portugués».
- Foco vasco-navarro.
- Foco alto-aragonés.
- Foco catalán.
- Foco balear.
- Foco canario.

En Andalucía occidental la presencia de la gaita o flauta de tres agujeros no se reduce al contexto de la romería de El Rocío, donde adquiere una gran relevancia y a este mismo instrumento se lo ha denominado asimismo flauta o gaita rociera o pito rociero. La flauta o gaita está, y ha estado, presente en toda la provincia de Huelva y goza de unas características y rasgos singulares que la diferencian del resto de flautas de tres agujeros, como ya se ha mencionado. Quizás la proyección de esta universal romería y su alcance mediático han podido encubrir el conocimiento generalizado de otras expresiones musicales y socioculturales de la cultura onubense y andaluza.
En Huelva, su gaita y tamboril hacen acto de presencia en fiestas y celebraciones tan variadas como Cruces de Mayo, romerías, romeritos, alboradas, dianas, desfiles procesionales y comitivas, danzas rituales (de espadas, lanzas, garrotes, de cascabeleros, etc.), fiestas patronales, etc., y en las más variadas localidades de toda la provincia, así como de las comarcas colindantes tales como el Aljarafe sevillano o el sur de Badajoz, compartiendo con estas instrumentos y tamborileros.